# GeForce Now
GeForce Now es la marca utilizada por Nvidia para su servicio de juegos en la nube. La versión Nvidia Shield de GeForce Now, anteriormente conocida como NVIDIA GRID, se lanzó en versión beta en 2013, y Nvidia dio a conocer oficialmente su nombre el 30 de septiembre de 2015. El servicio se basaba en la suscripción, proporcionando a los usuarios acceso ilimitado a una biblioteca de juegos alojados en servidores Nvidia durante la vida de la suscripción, que se trasmite los suscriptores a través de streaming.
En enero de 2017, Nvidia presentó los clientes GeForce Now para PC y Macintosh, disponibles en Norteamérica y Europa como una versión beta gratuita. GeForce NOW permite a los usuarios acceder a un ordenador virtual, donde pueden instalar sus juegos de PC existentes desde plataformas de distribución digital existentes y jugarlos de forma remota. Al igual que con la versión original de Shield, el escritorio virtual también se transmite desde los servidores de Nvidia. También se introdujo un cliente de Android en 2019.
El servicio salió de la versión beta y se lanzó al público en general el 4 de febrero de 2020. Está disponible para PC, Mac, dispositivos Android, ChromeBook y Shield TV.

## Catálogo
La biblioteca original de GeForce Now en Shield contenía más de 80 juegos a partir de marzo de 2016. en la Game Developers Conference del mismo año 2016, Nvidia anunció nuevos acuerdos de licencia con Sega y Warner Bros. Interactive Entertainment. Algunos juegos estaban disponibles solo como un título "compra y juega", con lo que los usuarios deben comprar el título para acceder a él en la plataforma. Desde entonces, este catálogo ha sido reemplazado por un modelo de "trae tus propios juegos", que es consistente con GeForce NOW para PC, Mac y Android, vinculando la cuenta de usuario en otros servicios como Steam o similares.

### Retiradas del catálogo
El 12 de febrero de 2020 Nvidia anuncia que se retirarán los juegos de Activision Blizzard, (Call of Duty, Overwatch…). Días después se explicó que el acuerdo firmado entre las dos empresas solo era para la fase beta de la plataforma y para los miembros fundadores. Tras llegar a la versión final dicho acuerdo señalaba la retirada de los programas.
El 22 de febrero del mismo año se retiran casi todos los juegos de Bethesda (Fallout, Doom, The Elder Scrolls V: Skyrim,...) menos Wolfenstein: Youngblood, aunque solo disponible para los miembros fundadores.
El 9 de marzo se dan de baja en a plataforma 2K Games (Borderlands 3, Civilization IV, ...).

## Competencia
Compite con los servicios de juegos en la nube como Google Stadia, PlayStation Now y Microsoft xCloud, aunque Nvidia señala que los jugadores podrán jugar principalmente con su biblioteca existente de juegos para PC a través del servicio. Tiene soporte para otras plataformas como Steam, Epic Games Store, Battle.net y Ubisoft Connect.